# Xã Raccoon, Quận Gallia, Ohio
Xã Raccoon (tiếng Anh: Raccoon Township) là một xã thuộc quận Gallia, tiểu bang Ohio, Hoa Kỳ. Năm 2010, dân số của xã này là 2.228 người.